# Моя еволюція
«Моя еволюція» — тринадцятий офіційний студійний альбом гурту «Скрябін», який вийшов у кінці 2009 року.

## Композиції
1. «Інтро» (1:54)
2. «Кинули» (3:13)
3. «Пусти мене» (5:19)
4. «Дура цензура» (4:38)
5. «Тепла зима» (5:01)
6. «Випускний» (4:19)
7. «Вазелін» (3:03)
8. «Еволюція» (5:15)
9. «Якби я знав» (5:28)
10. «Квінти» (4:46)
11. «Я не тримаю зла» (3:38)

## Над альбомом працювали
- Андрій «Кузьма» Кузьменко — вокал, музика, тексти
- Олексій «Зваля» Зволінський — музика, гітари
- Костя Сухоносов — клавіші, комп'ютер
- Костя Глітін — бас-гітара
- Вадим Колісніченко — барабани, перкусія
- Садовець Олександр Володимирович - запис, зведення, мастеринг